# Chorinea
Chorinea és un gènere de lepidòpters papilionoïdeus de la família dels riodínids (Riodinidae), propi de la regió Neotropical. Espècie tipus per monotípia Erycina (chorinea) xanthippe Gray, G, 1832.

## Diversitat
Existeixen 8 espècies reconegudes en el gènere, totes elles tenen distribució neotropical.

## Plantes hostes
Les espècies del gènere Chorinea s'alimenten de plantes de la família Celastraceae. Les plantes hostes inclouen els gèneres Prionostemma i Semialarium.

## Taxonomia
El gènere Chorinea inclou 9 espèciesː
- Chorinea amazon (Saunders, 1859)
- Chorinea batesii (Saunders, 1859)
- Chorinea bogota (Saunders, 1859)
- Chorinea dysonii Saunders, 1850
- Chorinea gratiosa Stichel, 1910
- Chorinea heliconides (Swainson, 1833)
- Chorinea licursis (Fabricius, 1775)
- Chorinea octauius (Fabricius, 1787)
- Chorinea sylphina (H. Bates, 1868)

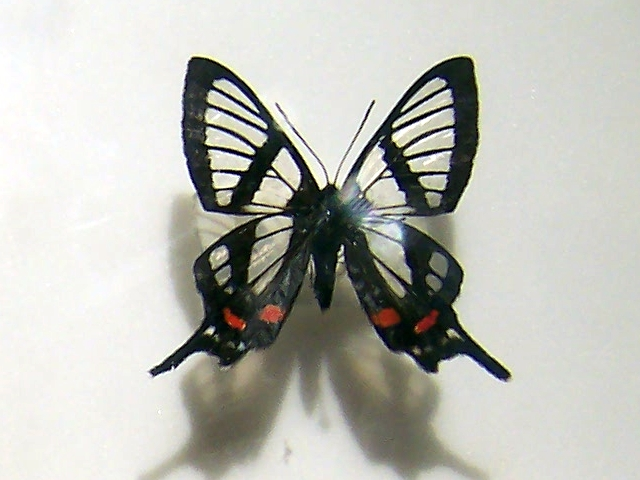
Chorinea sylphina
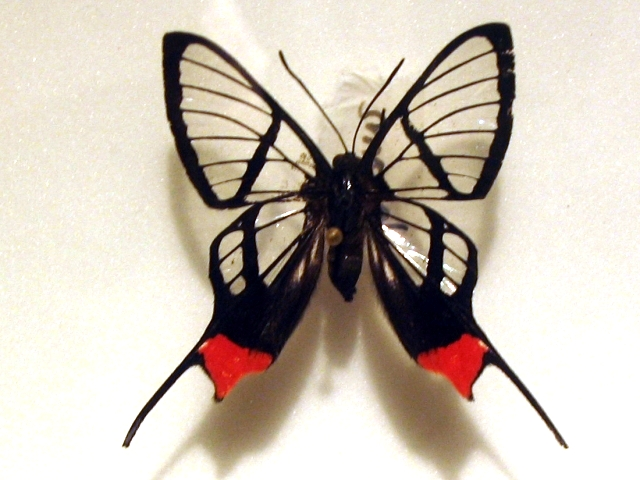
Chorinea octauius
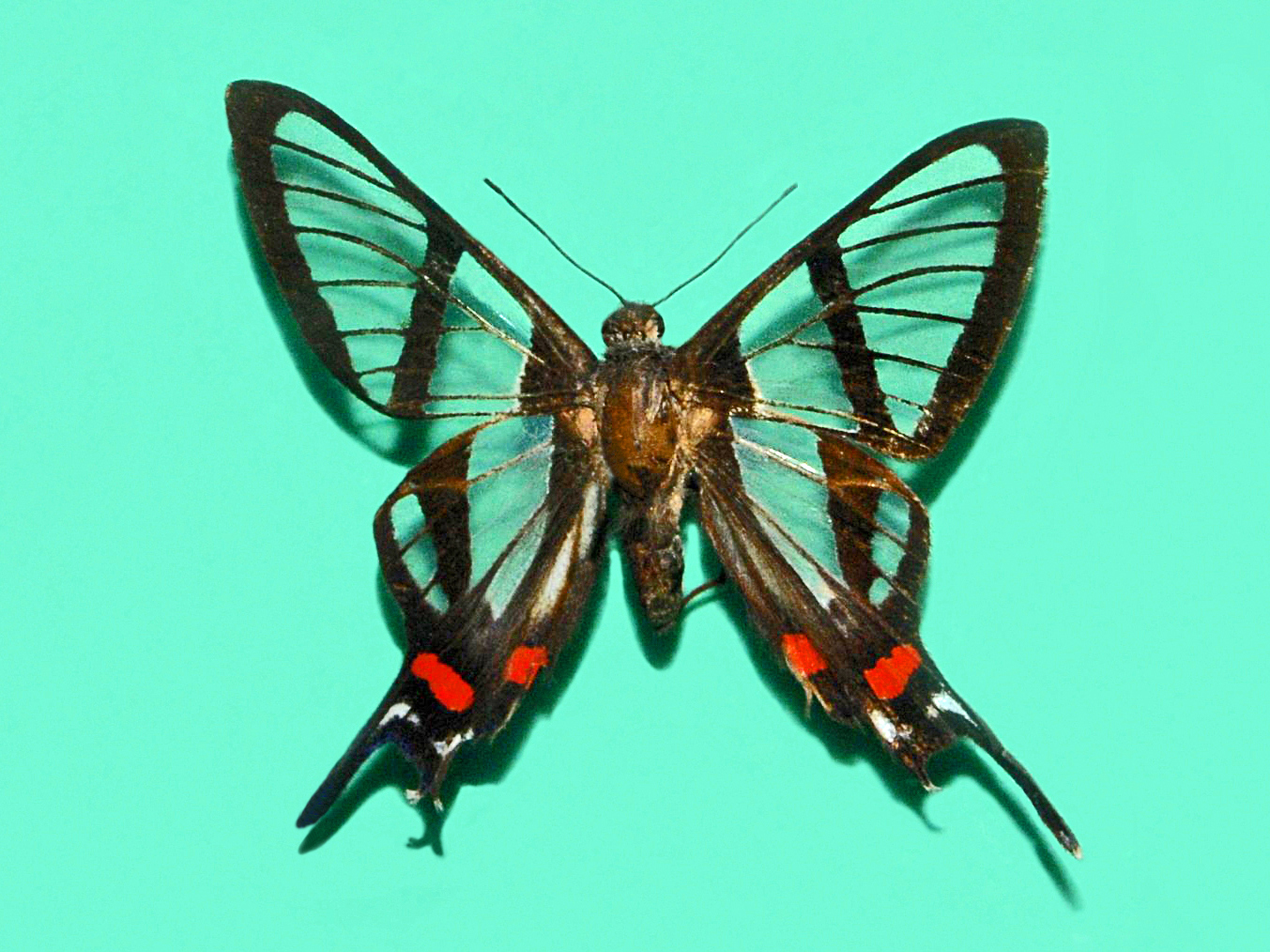
Chorinea licursis
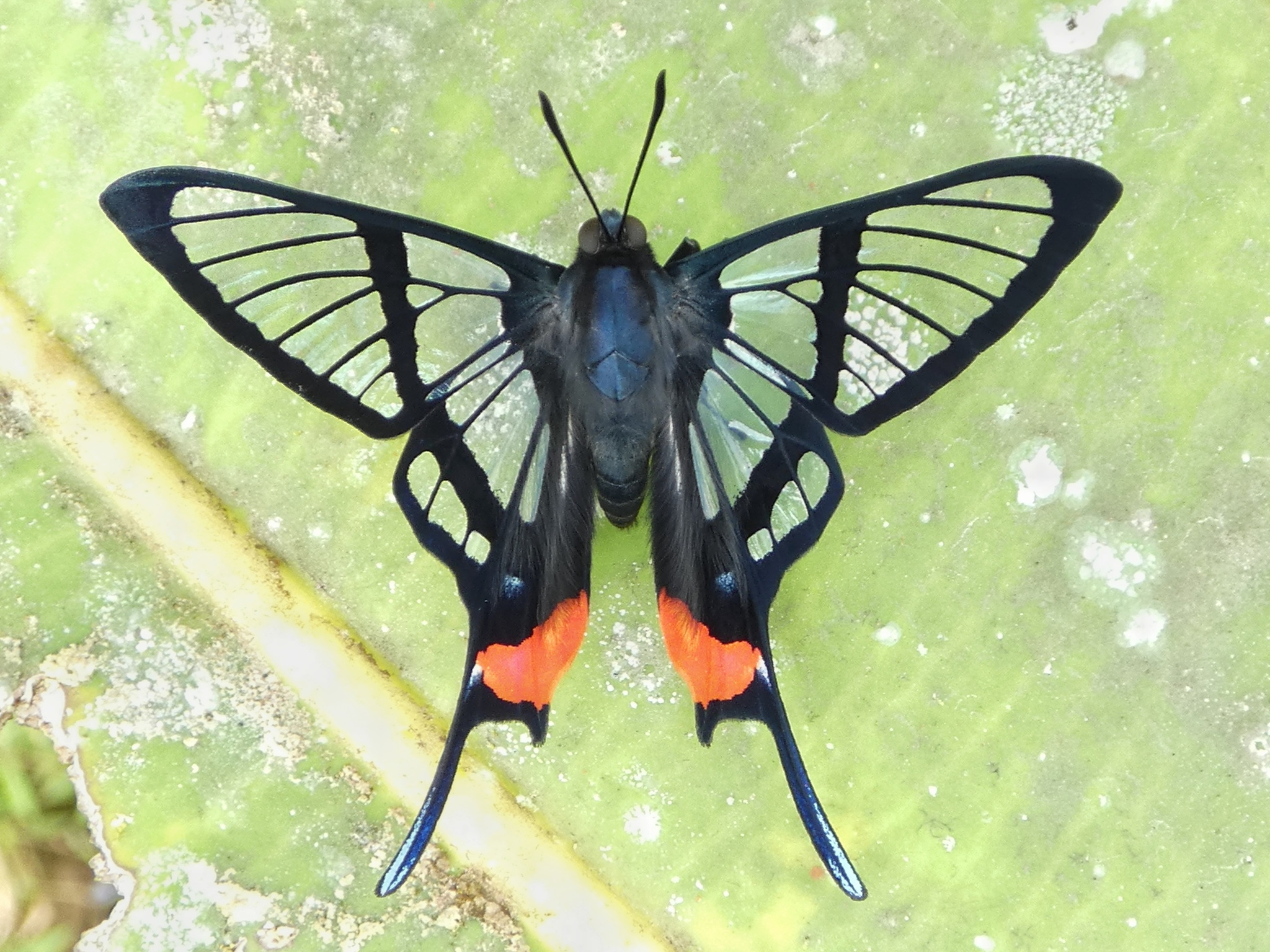
Chorinea bogota